# Xanthos
Xanthos (lýkijsky: 𐊀𐊕𐊑𐊏𐊀, řecky: Ξάνθος, latinsky: Xanthus, turecky: Ksantos) je zaniklé sídlo, jež bylo hlavním městem starověké Lýkie v Malé Asii (dnes Turecko). Město se nacházelo na levém břehu řeky, která se původně jmenovala Sibros nebo Sirbis, později nesla stejné jméno jako město, dnes ji Turci nazývají Eşen Çayı. Ruiny města leží nedaleko tureckého Kınıku. Nejpozoruhodnější dochovanou památkou jsou monumentální hrobky. Nejslavnější Nereidova hrobka byla inspirací pro stavitele Mauzolea v Halikarnassu. Již roku 1988 byl Xanthos zapsán na seznam Světového dědictví UNESCO. Xanthos je převládající řecké označení, Chetité nazývalo město Arinna, lýkijci Arñna.

## Dějiny

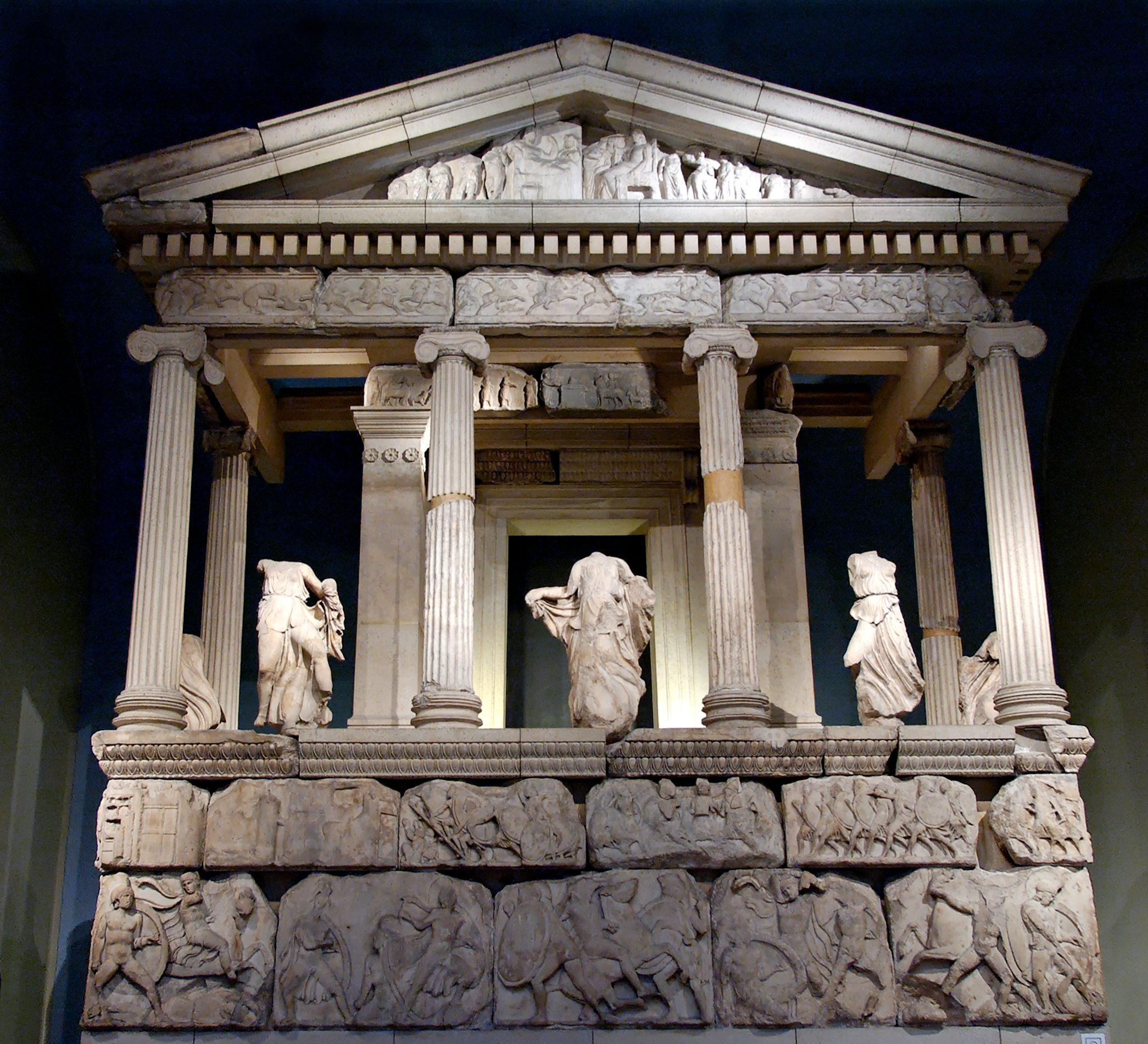
Nereidova hrobba (Britské muzeum)

O mytických zakladatelích města, Glaukovi a Sarpédónovi, píše Homér v Iliadě. Akropole pochází z 8. století. př. n. l. Významná náboženská svatyně Letoon, 4 km jižně od Xanthosu, pochází z konce 6. století př. n. l. Bylo to zřejmě duchovní centrum města, s nímž bylo spojeno posvátnou cestou. Uctívána zde byla Létó. V roce 540 př. n. l. město dobyli Peršané. Podle Hérodota vedli obyvatelé Xantha sebevražedný boj, prý pobili vlastní děti a manželky, aby na ně nemuseli brát ohled. Kromě 80 rodin měla v boji zahynout celá populace města. V řecko-perských válkách Lýkie přeběhla na stranu Peršanů, za což ji měla ztrestat athénská armáda vedená Kimónem. Archeologové s tímto faktem z písemných pramenů spojili zničení mnoha chrámů a hrobek datované výzkumem zhruba k roku 470 př. n. l. Za perské nadvlády byla postavena i nejmonumentálnější hrobka, Nereidova. Pohřben v ní byl král Arbinas, který získal vládu nad Lýkií v roce 400 př. n. l. Hrobka byla postavena v roce 390 př. n. l. Město dobyl okolo roku 333 př. n. l. Alexandr Veliký. Písemné zdroje se rozcházejí v tom, jak moc bylo dobytím poškozeno; dle Appiana bylo vydrancováno. V roce 42. př. n. l. ho oblehl Říman Marcus Iunius Brutus. Lýkijci odmítli zaplatit výkupné, načež bylo město přepadeno a obyvatelstvo zmasakrováno. Přežít mělo jen 150 mužů. Římané pak město ovládli, za Marca Antonia bylo přestavěno v římském duchu. V pozdní římské době zde snad existovala škola gramatiků. V byzantské éře ve městě bylo zřízeno arcibiskupství. Kdy došlo k zániku města není jasné, v literatuře je zmiňováno ještě na konci 7. století. Arcibiskupství však formálně existuje dosud. Když se Švýcara Bruno Bernarda Heima, který byl titulárním xanthoským arcibiskupem v letech 1961-2003, novináři ptali, zda ví, kde se Xanthos nachází, vtipně odpověděl: "v Britském muzeu". První vykopávky skutečně v Xanthu vedli Britové a odvezli do Londýna řadu památek, včetně Nereidovy hrobky, kterou je možno v Britském muzeu dodnes spatřit. Dvojjazyčné texty, které byly při archeologickém průzkumu objeveny, jsou základním zdrojem pro porozumění vymřelé lýkijštině.